# 李昊 (演員)
李昊（1997年7月2日—），男，广东佛山市顺德区人，中國歌手及演員，目前在中國大陸發展。

## 簡歷

### 早年生活
李昊出生於广东佛山市顺德区，他的父親是香港人，母親則是順德人，而李昊本人亦從小在順德長大。他畢業於暨南大學。

### 演藝經歷
2017年6月，李昊參與騰訊視頻偶像養成節目《明日之子》，初次登台因演唱歌曲《友情歲月》《遙遠的她》而被內地觀眾熟知，從而正式開始演藝生涯，隨後9月13日受邀參與由愛奇藝製作、臺灣演員蔡康永主持的明星創意美食真人秀《男子甜點俱樂部》。
2020年，李昊參與優酷男團選秀節目《少年之名》，最終在第九期止步於第20名，同時參與《少年之名》衍生綜藝《少年營業中》。
2023年，李昊參與愛奇藝勞動紀實互動真人秀《種地吧第一季》，與節目中另9位嘉賓組成「十個勤天」，並在綜藝中成立「十個勤天（杭州）農業發展有限責任公司」，其中李昊擔任董事。同年參與農業遊學紀實節目《你好，種地少年》 。
2024年，李昊加入TVB與湖南衛視共同製作的節目《聲生不息·大灣區季》擔任主要固定嘉賓，並在節目中結交容祖兒、周笔畅、古巨基、林智樂、冼靖峰和郭富城等多位圈中好友。

## 外部連結
- 李昊的新浪微博